# Три білборди за межами Еббінга, Міссурі
«Три білбо́рди за ме́жами Е́ббінґа, Міссу́рі» (англ. Three Billboards Outside Ebbing, Missouri) — американсько-британська кримінальна драма з елементами комедії режисера Мартіна Мак-Дони 2017 року. Головні ролі у стрічці виконали Френсіс Мак-Дорманд, Пітер Дінклейдж, Джон Гокс, Вуді Гаррельсон, Сем Роквелл.
Міжнародна кінофестивальна прем'єра стрічки відбулася 4 вересня 2017 року на Венеційському МКФ. В американський обмежений кінопрокат фільм вийшов 10 листопада 2017 року. В український обмежений прокат фільм вийшов 15 березня 2018 року (фільм демонструвався з оригінальною англійськомовною аудіодоріжкою та з українськими субтитрами).
На 1 березня 2024 року фільм займав 170-ту позицію у списку 250 найрейтинговіших фільмів за версією IMDb.

## Сюжет
Після зґвалтування і вбивства через спалення доньки (Кетрін Ньютон) Мілдред Гейз (Френсіс Мак-Дорманд) змушена потурбуватися про відплату вбивцям, оскільки місцева поліція так і не змогла їх впіймати. На збережені накопичення жінка орендує закинуті білборди на межі міста з трьома короткими фразами про факти щодо справи своєї дочки: «Була зґвалтована, поки помирала», «Досі ніхто не заарештований?» і «Чому так, шериф Віллоубі?». Метою розміщення написів було змусити правоохоронців діяти, і це спричиняє низку подій.

## У ролях
| Актор              | Роль                   |
| ------------------ | ---------------------- |
| Френсіс Макдорманд | Мілдред Гейз           |
| Вуді Гаррельсон    | шериф Білл Віллобі     |
| Сем Роквелл        | офіцер Джейсон Діксон  |
| Еббі Корніш        | Анна Віллобі           |
| Лукас Геджес       | Роббі Гейз             |
| Желько Іванек      | офіцер Седрік Конноллі |
| Пітер Дінклейдж    | Джеймс                 |
| Калеб Лендрі Джонс | Ред Велбі              |
| Кларк Пітерс       | Аберкромбі             |
| Джон Гоукс         | Чарлі Гейз             |
| Самара Вівінг      | Пенелопа               |
| Керрі Кондон       | Памела                 |
| Кетрін Ньютон      | Анджела Гейз           |

## Український дубляж та багатоголосе закадрове озвучення
Українською мовою фільм озвучено студією «НеЗупиняйПродакшн» на замовлення волонтерської спільноти з популяризації українськомовного контенту Толока у 2018 році.
Українською мовою фільм дубльовано студією «Postmodern» на замовлення кінопрокатної компанії UFD у 2018 році.
- Перекладач — Сергій Довгаль
- Режисерка дубляжу — Олена Бліннікова
- Звукорежисер — Андрій Желуденко
- Менеджерка проєкту — Ірина Туловська

Ролі дублювали:
- Мілдред — Людмила Чиншева
- Віллоубі — Олег Стальчук
- Діксон — Олег Лепенець
- Ред — Павло Скороходько
- Енджела — Юлія Перенчук
- Джеймс — Роман Чорний
- Чарлі Гейз — Михайло Жонін

А також: Олена Бліннікова, Павло Лі, Катерина Буцька, Марина Локтіонова, Юрій Гребельник, Наталія Поліщук, Оксана Гринько, Андрій Соболєв, Ірина Дорошенко, Ганна Соболєва, Володимир Терещук, Михайло Кришталь, Дмитро Терещук, Юрій Кудрявець, Роман Чупіс та інші.

## Виробництво

### Знімання
Знімання фільму проходили в США.

### Знімальна група
- Кінорежисер — Мартін Макдона
- Сценарист — Мартін Макдона
- Кінопродюсери — Грем Бродбент, Пітер Чернін, Мартін Макдона
- Кінооператор — Бен Девіс
- Кіномонтаж — Джон Грегорі
- Композитор — Картер Беруелл
- Художник-постановник — Інбал Вейнберг
- Артдиректор — Джессі Розенталь
- Художник з костюмів — Мелісса Тот
- Підбір акторів — Сара Фінн[9].

## Реліз

### У світі
Міжнародна кінофестивальна прем'єра стрічки відбулася 4 вересня 2017 на Венеційському МКФ. В американський обмежений прокат фільм вийшов 10 листопада 2017 року.

### В Україні
Права на кінопрокат стрічки в Україні отримала українська кінодистриб'юторська компанія UFD, яка у коментарі українському виданні dt.ua у січні 2018 року повідомляли що у компанії взагалі не планують випускати стрічку в український широкий кінопрокат. Однак через оскарівський успіх стрічки у березні 2018 року, українські глядачі все ж отримали змогу переглянути стрічку в кінотеатрах: стрічку спочатку демонстрували 27 лютого до 5 березня 2018 року у кінотеатрі «Київ» в рамках фестивалю американського кіно «Незалежність» (фільм демонструвався з оригінальною англійськомовною аудіодоріжкою та з українськими субтитрами), а кількома днями пізніше 15 березня 2018 року стрічка також вийшла в Україні в обмежений кінопрокат на 8 екранах (фільм демонструвався з оригінальною англійськомовною аудіодоріжкою та з українськими субтитрами); кінопрокат тривав 3 тижні і стрічка зуміла зібрати в Україні $8,8 тис. касових зборів.
У зв'язку з оскарівським успіхом стрічки, окрім обмеженого кінопрокату в Україні що розпочався 15 березня 2018, кінодистриб'юторська компанія UFD також замовила у студії Postmodern Postproduction у 2018 році дубляж українською мовою який згодом вийшов на Blu-ray.

## Сприйняття

### Відгуки
На вебсайті агрегатора рецензій Rotten Tomatoes 90% із 414 відгуків критиків є позитивними із середнім рейтингом 8,4/10. Консенсус вебсайту звучить так: «Три білборди за межами Еббінга, Міссурі вміло балансує між чорною комедією та пекучою драмою – і при цьому отримує незабутні виступи своїх ветеранів». Metacritic, який використовує середньозважену оцінку, присвоїв фільму оцінку 88 зі 100 на основі 50 критиків, що вказує на «загальне визнання».

### Нагороди та номінації
| Список нагород та номінацій            | Список нагород та номінацій | Список нагород та номінацій          | Список нагород та номінацій | Список нагород та номінацій | Список нагород та номінацій |
| Кінофестиваль/Кінопремія               | Рік                         | Категорія                            | Номінант(и) | Результат                   | Дж                          |
| -------------------------------------- | --------------------------- | ------------------------------------ | --- | --------------------------- | --------------------------- |
| Венеційський міжнародний кінофестиваль | 9.09.2017                   | Золотий лев                          | Три білборди за межами Еббінга, Міссурі | Номінація                   | [ 15 ]                      |
| Венеційський міжнародний кінофестиваль | 9.09.2017                   | Золота Озелла за найкращий сценарій  | Мартін Макдона | Перемога                    | [ 15 ]                      |
| Кінофестиваль Camerimage               | 2017                        | Приз глядацьких симпатій             | Три білборди за межами Еббінга, Міссурі | Перемога                    | [ 16 ]                      |
| Премія «Золотий глобус»                | 7.01.2018                   | Найкращий фільм (драма)              | Три білборди за межами Еббінга, Міссурі | Перемога                    | [ 17 ] [ 18 ] [ 19 ]        |
| Премія «Золотий глобус»                | 7.01.2018                   | Найкращий режисер                    | Мартін Макдона | Номінація                   | [ 17 ] [ 18 ] [ 19 ]        |
| Премія «Золотий глобус»                | 7.01.2018                   | Найкраща жіноча роль (драма)         | Френсіс Мадорманд | Перемога                    | [ 17 ] [ 18 ] [ 19 ]        |
| Премія «Золотий глобус»                | 7.01.2018                   | Найкраща чоловіча роль другого плану | Сем Роквелл | Перемога                    | [ 17 ] [ 18 ] [ 19 ]        |
| Премія «Золотий глобус»                | 7.01.2018                   | Найкращий сценарій                   | Мартін Макдона | Перемога                    | [ 17 ] [ 18 ] [ 19 ]        |
| Премія «Золотий глобус»                | 7.01.2018                   | Найкраща музика до фільму            | Картер Беруелл | Номінація                   | [ 17 ] [ 18 ] [ 19 ]        |
| Премія «Вибір критиків»                | 11.01.2018                  | Найкращий фільм                      | Три білборди за межами Еббінга, Міссурі | Номінація                   | [ 20 ]                      |
| Премія «Вибір критиків»                | 11.01.2018                  | Найкращий режисер                    | Мартін Макдона | Номінація                   | [ 20 ]                      |
| Премія «Вибір критиків»                | 11.01.2018                  | Найкраща жіноча роль                 | Френсіс Макдорманд | Перемога                    | [ 20 ]                      |
| Премія «Вибір критиків»                | 11.01.2018                  | Найкраща чоловіча роль другого плану | Сем Роквелл | Перемога                    | [ 20 ]                      |
| Премія «Вибір критиків»                | 11.01.2018                  | Найкращий оригінальний сценарій      | Мартін Макдона | Номінація                   | [ 20 ]                      |
| Премія «Вибір критиків»                | 11.01.2018                  | Найкращий акторський склад           | Френсіс Макдорманд Вуді Гаррельсон Сем Роквелл Еббі Корніш Лукас Геджес Желько Іванек Пітер Дінклейдж Калеб Лендрі Джонс Джон Гоукс Самара Вівінг Керрі Кондон | Перемога                    | [ 20 ]                      |
| Премія «Супутник»                      | 10.02.2018                  | Найкращий фільм                      | Три білборди за межами Еббінга, Міссурі | Перемога                    | [ 21 ]                      |
| Премія «Супутник»                      | 10.02.2018                  | Найкращий оператор                   | Бен Девіс | Номінація                   | [ 21 ]                      |
| Премія «Супутник»                      | 10.02.2018                  | Найкраща жіноча роль                 | Френсіс Макдорманд | Номінація                   | [ 21 ]                      |
| Премія «Супутник»                      | 10.02.2018                  | Найкраща чоловіча роль другого плану | Сем Роквелл | Перемога                    | [ 21 ]                      |
| Премія «Супутник»                      | 10.02.2018                  | Найкращий сценарій                   | Мартін Макдона | Перемога                    | [ 21 ]                      |
| Премія «Супутник»                      | 10.02.2018                  | Найкращий монтаж                     | Джон Грегорі | Номінація                   | [ 21 ]                      |
| Премія BAFTA                           | 18.02.2018                  | Найкращий фільм                      | Три білборди за межами Еббінга, Міссурі | Перемога                    | [ 22 ]                      |
| Премія BAFTA                           | 18.02.2018                  | Найкращий британський фільм          | Три білборди за межами Еббінга, Міссурі | Перемога                    | [ 22 ]                      |
| Премія BAFTA                           | 18.02.2018                  | Найкращий режисер                    | Мартін Макдона | Номінація                   | [ 22 ]                      |
| Премія BAFTA                           | 18.02.2018                  | Найкраща жіноча роль                 | Френсіс Макдорманд | Перемога                    | [ 22 ]                      |
| Премія BAFTA                           | 18.02.2018                  | Найкраща чоловіча роль другого плану | Сем Роквелл | Перемога                    | [ 22 ]                      |
| Премія BAFTA                           | 18.02.2018                  | Найкраща чоловіча роль другого плану | Вуді Гаррельсон | Номінація                   | [ 22 ]                      |
| Премія BAFTA                           | 18.02.2018                  | Найкращий оригінальний сценарій      | Мартін Макдона | Перемога                    | [ 22 ]                      |
| Премія BAFTA                           | 18.02.2018                  | Найкраща операторська робота         | Бен Девіс | Номінація                   | [ 22 ]                      |
| Премія BAFTA                           | 18.02.2018                  | Найкращий монтаж                     | Джон Грегорі | Номінація                   | [ 22 ]                      |
| Премія «Незалежний дух»                | 3.03.2018                   | Найкращий оригінальний сценарій      | Мартін Макдона | Номінація                   | [ 23 ]                      |
| Премія «Незалежний дух»                | 3.03.2018                   | Найкраща жіноча роль                 | Френсіс Макдорманд | Перемога                    | [ 23 ]                      |
| Премія «Незалежний дух»                | 3.03.2018                   | Найкраща чоловіча роль другого плану | Сем Роквелл | Перемога                    | [ 23 ]                      |
| Премія «Оскар»                         | 4.03.2018                   | Найкращий фільм року                 | Три білборди за межами Еббінга, Міссурі | Номінація                   | [ 20 ]                      |
| Премія «Оскар»                         | 4.03.2018                   | Найкраща жіноча роль                 | Френсіс Макдорманд | Перемога                    | [ 24 ]                      |
| Премія «Оскар»                         | 4.03.2018                   | Найкраща чоловіча роль другого плану | Сем Роквелл | Перемога                    | [ 24 ]                      |
| Премія «Оскар»                         | 4.03.2018                   | Найкраща чоловіча роль другого плану | Вуді Гаррельсон | Номінація                   | [ 20 ]                      |
| Премія «Оскар»                         | 4.03.2018                   | Найкращий оригінальний сценарій      | Мартін Макдона | Номінація                   | [ 20 ]                      |
| Премія «Оскар»                         | 4.03.2018                   | Найкраща музика                      | Картер Беруелл | Номінація                   | [ 20 ]                      |
| Премія «Оскар»                         | 4.03.2018                   | Найкращий монтаж                     | Джон Грегорі | Номінація                   | [ 20 ]                      |
| Премія «Сатурн»                        | 27.06.2018                  | Найкращий трилер                     | Три білборди за межами Еббінга, Міссурі | Перемога                    | [ 25 ]                      |
| Премія «Сатурн»                        | 27.06.2018                  | Найкраща жіноча роль                 | Френсіс Макдорманд | Номінація                   | [ 25 ]                      |
| Премія «Кришталевий глобус»            | 5.02.2019                   | Найкращий іноземний фільм            | Три білборди за межами Еббінга, Міссурі | Номінація                   | [ 26 ]                      |
| Премія «Сезар»                         | 22.02.2019                  | Найкращий фільм іноземною мовою      | Три білборди за межами Еббінга, Міссурі | Номінація                   | [ 27 ]                      |
| Премія «Давид ді Донателло»            | 27.03.2019                  | Найкращий іноземний фільм            | Три білборди за межами Еббінга, Міссурі | Номінація                   | [ 28 ]                      |

## Вплив на суспільство
15 лютого 2018 року Justice4Grenfell, група правозахисників, створена після пожежі у Grenfell Tower в Лондоні, найняла три фургони з електронними екранами, протестуючи проти бездіяльності влади відносно розслідування пожежі. Вантажівки їздили Лондоном з повідомленнями в стилі рекламних щитів у фільмі: «71 загиблий — жодного арешту немає?», «Як це сталося?»
22 лютого 2018 року «Союз медичних установ та організацій допомоги», протестував проти бездіяльності ООН у війні в Сирії, створивши три рекламні щити перед будівлею Організації Об'єднаних Націй в Нью-Йорку, де було написано «500 000 загиблих у Сирії», «Досі жодних дій?» та «Чому так, Радо Безпеки?»
8 березня 2018 року в Міжнародний жіночий день в центрі Приштини, Косово, було випущено три білборди для протесту проти загибелі двох жінок внаслідок домашнього насильства.